# Ernst Mayr
Ernst Walter Mayr (Kempten, Alemania; 5 de julio de 1904-Bedford, Massachusetts Estados Unidos; 3 de febrero de 2005) fue un biólogo evolutivo germano-estadounidense, uno de los más notables del siglo XX. Fue, además un renombrado taxónomo, explorador de los trópicos, ornitólogo, historiador de la ciencia y naturalista. Su obra contribuyó a la revolución conceptual que llevó a la síntesis moderna de la teoría de la evolución y al desarrollo del concepto biológico de especie.

## Biografía
Mayr era el segundo hijo de Helene Pusinelli y Otto Mayr. Su padre era fiscal de distrito en Wurzburgo, pero se interesaba por la historia natural y llevaba a los niños de excursión. Mayr aprendió de su hermano mayor Otto todas las aves locales de Wurzburgo. También tenía acceso a una revista de historia natural para aficionados, Kosmos. Su padre murió poco antes de que cumpliera trece años. La familia se trasladó a Dresde, donde estudió en el Staatsgymnasium de Dresde-Neustadt y terminó el bachillerato. En abril de 1922, cuando aún estaba en el instituto, se afilió a la recién fundada Asociación de Ornitólogos de Sajonia. Allí conoció a Rudolf Zimmermann, que se convirtió en su mentor ornitológico. En febrero de 1923, Mayr aprobó el bachillerato y su madre le regaló unos prismáticos.
Mayr estudió medicina en la Universidad de Greifswald pero cambió sus intereses hacia la biología sistemática y se doctoró en la Universidad Humboldt de Berlín, como ornitólogo. Durante los años 1930 tomó parte en una expedición de dos años a Nueva Guinea y las Islas Salomón donde estudió la evolución de la fauna autóctona, especialmente la ornitológica.
Durante 18 años y hasta 1953 trabajó como investigador en el Museo Americano de Historia Natural de Nueva York, donde fue responsable de la taxonomía de aves.
A comienzos de la década de 1930 estaba ya convencido de lo acertado de la teoría evolutiva de Darwin. En 1937 fue uno de los científicos que apoyaron la teoría llamada Síntesis evolutiva moderna esbozada en el libro «Genética y el origen de las especies» de Theodosius Dobzhansky, y que fue crucial en la aceptación generalizada del concepto de evolución.
Mayr también influyó mucho en la ornitóloga estadounidense Margaret Morse Nice y se aseguró de que Nice pudiera publicar sus dos volúmenes Studies in the Life History of the Song Sparrow. Le encontró un editor y su libro fue reseñado por Aldo Leopold, Joseph Grinnell y Jean Delacour. Nice dedicó su libro a «Mi amigo Ernst Mayr».
En 1950 Mayr propuso una clasificación alternativa de los fósiles, incluyendo los de homínidos. En consecuencia, su propuesta obtuvo una amplia aceptación.
Mayr se incorporó al cuerpo docente de la Universidad de Harvard en 1953, donde también fue director del Museo de Zoología Comparada de 1961 a 1970. Se jubiló en 1975 como profesor emérito de Zoología, colmado de honores. Tras su jubilación, publicó más de 200 artículos en diversas revistas, más de lo que algunos científicos reputados publican en toda su carrera; 14 de sus 25 libros se publicaron después de los 65 años. Incluso centenario, siguió escribiendo libros. El día de su centenario fue entrevistado por la revista Scientific American.
En 1983 recibió el Premio Balzan en zoología. En 1999 recibió el Premio Crafoord en ciencias de la vida, galardón que compartió con los doctores Williams y Smith.
Mayr murió el 3 de febrero de 2005 en su residencia de ancianos de Bedford (Massachusetts) tras una breve enfermedad. Se había casado con su compatriota Margarete "Gretel" Simon en mayo de 1935 (se habían conocido en una fiesta en Manhattan en 1932), y ella ayudó a Mayr en algunos de sus trabajos. Margarete murió en 1990. Le sobreviven dos hijas (Christa Menzel y Susanne Harrison), cinco nietos y 10 bisnietos.

## Premios y reconocimientos
Entre los galardones que recibió Mayr se encuentran la Medalla Nacional de Ciencia, el Premio Balzan, la Medalla Sarton de la Sociedad de Historia de la Ciencia, el Premio Internacional de Biología, el Premio de Investigación Loye y Alden Miller y el Premio Lewis Thomas por escribir sobre ciencia. En 1939 fue elegido Miembro Correspondiente de la Royal Australasian Ornithologists Union. En 1946 recibió el Premio Leidy de la Academia de Ciencias Naturales de Filadelfia. Recibió la prestigiosa Medalla Darwin-Wallace de la Sociedad Linneana de Londres en 1958 y la Medalla Eisenmann inaugural de la Sociedad Linneana de Nueva York en 1983. Por su trabajo, Especies animales y evolución, recibió la Medalla Daniel Giraud Elliot de la Academia Nacional de Ciencias en 1967. Mayr fue elegido Foreign Member of the Royal Society (ForMemRS) in 1988. En 1995 recibió la Medalla Benjamin Franklin al Logro Distinguido en las Ciencias de la American Philosophical Society, de la que ya era miembro.  Mayr nunca ganó un Premio Nobel, pero señaló que no existe un premio para la biología evolutiva y que Darwin tampoco lo habría recibido. (De hecho, no existe un Premio Nobel de Biología.) Mayr sí ganó un Premio Crafoord en 1999. Este premio honra la investigación básica en campos que no pueden optar a los Premios Nobel y es administrado por la misma organización que el Premio Nobel. En 2001, Mayr recibió el Premio Golden Plate de la American Academy of Achievement. Dado que ganar el Premio Balzan, el Premio Crafoord y el Premio Internacional de Biología, suelen considerarse una «Triple Corona en Biología», también ganó esta corona.

## Obra

### Filosofía de la biología
Mayr defendió que, a diferencia de la física, la biología no se fundamenta tanto en leyes como en conceptos:

Si uno llega a la conclusión de que no existen leyes naturales en la biología evolutiva, hay que preguntarse, en las teorías biológicas ¿qué puede uno entonces tomar como base? La opinión ampliamente adoptada es que las teorías de la biología evolutiva se basa en los conceptos en lugar de leyes, y esta rama de la ciencia sin duda tiene abundantes conceptos sobre las teorías de base. Permítanme mencionar conceptos tales como la selección natural, lucha por la existencia, competencia, biopoblación, adaptación, éxito reproductivo, selección de la hembra, y dominación masculina. [...] Como consecuencia, una filosofía de la física basada en leyes naturales resulta ser algo muy distinto de una filosofía de la biología basada en conceptos

If one concludes that there are no natural laws in evolutionary biology, one must ask, on what can one then base biological theories? The view now widely adopted is that theories in evolutionary biology are based on concepts rather than laws, and this branch of science certainly has abundant concepts on which to base theories. Let me just mention such concepts as natural selection, struggle for existence, competition, biopopulation, adaptation, reproductive success, female choice, and male dominance. [...] As a result, a philosophy of physics based on natural laws turns out to be something very different from a philosophy of biology based on concepts.
Mayr 2001

### Concepto biológico de especie
Una de las mayores contribuciones teóricas de Mayr fue su definición del concepto de especie. Junto con Dobzhansky, Mayr propuso el concepto biológico de especie según el cual, una especie es un grupo (o población) natural de individuos que pueden cruzarse entre sí, pero que están aislados reproductivamente de otros grupos afines. Este es el concepto más ampliamente aceptado: la definición biológica de especie implica evolutivamente asumir que es una población reproductivamente aislada, por lo que constituye un linaje evolutivo separado y que es reforzado por una serie de barreras que pueden ser de carácter geográfico o biológico. No obstante, el concepto biológico de especie tiene varias limitaciones: en primer lugar, es inaplicable a organismos fósiles; en segundo lugar, no puede aplicarse a organismos que se reproducen asexualmente; por último, existen muchos casos de hibridación, especialmente en plantas vasculares, en los que se produce descendencia fértil y que permanecen como unidades genéticas y evolutivas independientes.
Mayr admitió que su definición de especie no se aplica a organismos asexuales, pero la objeción de la hibridación le condujo a una redefinición del concepto de "mecanismos de aislamiento" como "propiedades biológicas de los individuos que previenen el entrecruzamiento [fusión] de las poblaciones" (Mayr 1970, p. 56). Los mecanismos de aislamiento, por tanto, no siempre previenen el entrecruzamiento ocasional, pero sí la fusión completa entre las dos especies.

### Libros
- 1942 Systematics and the Origin of Species. Columbia University Press. New York. ISBN 0-674-86250-3
- 1953 con E G Linsley y R L Usinger. Methods and Principles of Systematica Zoology. McGraw-Hill, New York. 328 págs.
- 1963 Animal Species and Evolution. Harvard University Press. ISBN 0-674-03750-2
- 1970 Populations, Species and Evolution. Harvard University Press. ISBN 0-674-69013-3
- 1976 Evolution and the Diversity of Life: Selected Essays. Harvard University Press. ISBN 0-674-27105-X
- 1982 The Growth of Biological Thought: Diversity, Evolution and Inheritance. Harvard University Press. ISBN 0-674-36446-5
- 1988 Toward a New Philosophy of Biology: Observations of an Evolutionist. Harvard University Press. ISBN 0-674-89666-1
- 1991 con P Ashlock Principles of Systematic Zoology revised ed. McGraw-Hill, NY. ISBN 0-07-041144-1
- 1991 One Long Argument: Charles Darwin and the Genesis of Modern Evolutionary Thought. Harvard University Press, Cambridge, Massachusetts. ISBN 0-674-63906-5
- 1997 This is Biology: The Science of the Living World. Harvard University Press. ISBN 0-674-88469-8 [Así es la Biología. Editorial Debate, S.A. Colección Pensamiento. 326 págs. Madrid, 1998 ISBN 84-8306-122-8][16]
- 2001 con Jared Diamond. Birds of Northern Melanesia: Speciation, Ecology and Biogeography. Oxford University Press, NY. ISBN 0-19-514170-9
- 2001 What Evolution Is. Basic Books. New York. ISBN 0-465-04426-3
- 2004 What makes biology unique? Considerations on the Autonomy of a Scientific Discipline. Cambridge University Press. New York. ISBN 0-521-84114-3

### Artículos
- 1923 "Die Kolbenente (Nyroca rufina) auf dem Durchzuge in Sachsen". Ornithologische Monatsberichte 31:135-136
- 1923 "Der Zwergfliegenschapper bei Greifswald". Ornithologische Monatsberichte 31:136
- 1926 "Die Ausbreitung des Girlitz (Serinus canaria serinus L.) Ein Beitrag zur Tiergeographie". J. fur Ornithologie 74:571-671
- 1927 "Die Schneefinken (Gattungen Montifringilla und Leucosticte)" J. für Ornithologie 75:596-619
- 1929 with W Meise. Zeitschriftenverzeichnis des Museums fur Naturkunde Mitteilungen aus dem Zoologischen Museum in Berlin 14:1-187
- 1930 (by Ernst Hartert) "List of birds collected by Ernst Mayr". Ornithologische Monatsberichte 36:27-128
- 1930 "My Dutch New Guinea Expedition". 1928. Ornithologische Monatsberichte 36:20-26
- 1931 Die Vogel des Saurwagedund Herzoggebirges (NO Neuginea) Mitteilungen aus dem Zoologischen Museum in Berlin 17:639-723
- 1931 "Birds collected during the Whitney South Sea Expedition. XII Notes on Halcyon chloris and some of its subspecies". American Museum Novitates no 469
- 1932 "A tenderfoot explorer in New Guinea" Natural History 32:83-97
- 1935 "Bernard Altum and the territory theory". Proceedings of the Linnaean Society of New York 45, 46:24-38
- 1940 "Speciation phenomena in birds". American Naturalist 74:249-278
- 1941 "Borders and subdivision of the Polynesian region as based on our knowledge of the distribution of birds". Proceedings of the 6th Pacific Scientific Congress 4:191-195
- 1941 "The origin and history of the bird fauna of Polynesia". Proceedings of the 6th Pacific Scientific Congress 4:197-216
- 1943 "A journey to the Solomons". Natural History 52:30-37,48
- 1944 "Wallace's Line in the light of recent zoogeographics studies". Quarterly Review of Biology 19:1-14
- 1944 "The birds of Timor and Sumba". Bulletin of the American Museum of Natural History 83:123-194
- 1944 "Timor and the colonization of Australia by birds". Emu 44:113-130
- 1946 "History of the North American bird fauna" Wilson Bulletin 58:3-41
- 1946 "The naturalist in Leidy's time and today". Proceedings of the Academy of Natural Sciences of Philadelphia 98:271-276
- 1947 "Ecological factors in speciation". Evolution 1:263-288
- 1948 "The new Sanford Hall". Natural History 57:248-254
- 1950 The role of the antennae in the mating behavior of female Drosophila. Evolution 4:149-154
- 1951 Introduction and Conclusion. Pages 85,255-258 in The problem of land connections across the South Atlantic with special reference to the Mesozoic. Bulletin of the American Museum of Natural History 99:79-258
- 1951 with Dean Amadon, "A classification of recent birds". American Museum Novitates no. 1496
- 1954 "Changes in genetic environment and evolution". Pages 157-180 in Evolution as a Process (J Huxley, A C Hardy and E B Ford Eds) Allen and Unwin. London
- 1955 "Karl Jordan's contribution to current concepts in systematics and evolution". Transactions of the Royal Entomological Society of London 107:45-66
- 1956 with C B Rosen. "Geographic variation and hybridization in populations of Bahama snails (Cerion)". American Museum Novitates no 1806.
- 1957 "Species concepts and definitions". Pages 371-388 in The Species Problem (E. Mayr ed). AAAS, Washington DC.
- 1959 "The emergence of evolutionary novelties". Pages 349-380 in The Evolution of Life: Evolution after Darwin, vol 1 (S. Tax, ed) University of Chicago.
- 1959 "Darwin and the evolutionary theory in Biology". Pages 1-10 in Evolution and Anthropology: A Centennial Appraisal (B J Meggers, Ed) The Anthropological Society of Washington, Washington DC.
- 1959 "Agassiz, Darwin, and Evolution". Harvard Library Bulletin. 13:165-194
- 1961 "Cause and effect in biology: Kinds of causes, predictability, and teleology are viewed by a practicing biologist". Science 134:1501-1506
- 1962 "Accident or design: The paradox of evolution". Pages 1-14 in The Evolution of Living Organisms (G W Leeper, Ed) Melbourne University Press.
- 1964 Introduction, Bibliography and Subject Pages vii-xxviii, 491-513 in On the Origin of Species by Means of Natural Selection, or the Preservation of Favoured Races in the Struggle for Life, by Charles Darwin. A Facsimile of the First Edition. Harvard University Press.
- 1965 Comments. In Proceedings of the Boston Colloguium for the Philosophy of Science, 1962-1964. Boston Studies in the Philosophy of Science 2:151-156
- 1969 Discussion: Footnotes on the philosophy of biology. Philosophy of Science 36:197-202
- 1972 Continental drift and the history of the Australian bird fauna. Emu 72:26-28
- 1972 Geography and ecology as faunal determinants. Pages 549-561 in Proceedings XVth International Ornithological Congress (K H Voous, Ed) E J Brill, Leiden, The Netherlands
- 1972 Lamarck revisited. J. of the History of Biology. 5:55-94
- 1974 Teleological and teleonomic: A new analysis. Boston studies in the Philosophy of Science 14:91-117
- 1978 Tenure: A sacred cow? Sci. 199:1293
- 1980 How I became a Darwinian, pp. 413-423 in The Evolutionary Synthesis (E Mayr and W Provine, Eds) Harvard University Press, Cambridge, Massachusetts.
- 1980 with W B Provine, Eds. The Evolutionary Synthesis. Harvard University Press.
- 1981 Evolutionary biology. Pages 147-162 in The Joys of Research (W. Shripshire Jr, Ed.) Smithsonian Institution Press.
- 1984 Evolution and ethics. Pages 35-46 in Darwin, Mars and Freud: Their influence on Moral Theory (A L Caplan and B Jennings, Eds.) Plenum Press, New York
- 1985. Darwin's five theories of evolution. In D. Kohn, ed., The Darwinian Heritage, Princeton NJ: Princeton University Press, pp. 755-772
- 1985. How biology differs from the physical sciences. In D. J. Depew and B H Weber, eds., Evolution at a Crossroads: The New Biology and the New Philosophy of Science, Cambridge MA: The MIT Press, pp. 43-63
- 1988. The why and how of species. Biology and Philosophy 3:431-441
- 1992. The idea of teleology. J. of the History of Ideas 53:117-135
- 1994. with W.J. Bock. Provisional classifications v. standard avian sequences: heurisitics and communication in ornithology. Ibis 136:12-18
- 1996. What is a species, and what is not? Philosophy of Science 63 (junio): 262-277.
- 1996. The autonomy of biology: the position of biology among the sciences. Quarterly Review of Biology 71:97-106
- 1997. The objects of selection Archivado el 11 de marzo de 2007 en Wayback Machine. Proc. Natl. Acad. Sci. USA 94 (March): 2091-94.
- 1999. Darwin's influence on modern thought Crafoord Prize lecture, 23 de septiembre de 1999
- 2000. Biology in the Twenty-First Century Bioscience 50 (oct. 2000): 895-897.
- 2001. The philosophical foundations of Darwinism Proc. of the American Philosophical Society 145:488-495
- 2002. with Walter J Bock. Classifications and other ordering systems. Zeitschrift Zool. Syst. Evolut-Forsch. 40:1-25

### Ediciones en español
- Mayr, Ernst (2006). Por qué es única la biología: reflexiones sobre la autonomía de una disciplina científica. Katz Barpal Editores. ISBN 978-84-609-8356-9.
- Mayr, Ernst (2001). Una larga controversia: Darwin y el darwinismo. Editorial Crítica. ISBN 978-84-8432-254-2.
- Mayr, Ernst (2005). Así es la biología. Editorial Debate. ISBN 978-84-8306-606-5.

## Abreviatura (zoología)
La abreviatura Mayr  se emplea para indicar a Ernst Mayr como autoridad en la descripción y taxonomía en zoología.